# Notoxus eurycerus
Notoxus eurycerus là một loài bọ cánh cứng trong họ Anthicidae. Loài này được von Kiesenwetter miêu tả khoa học năm 1861.